# Кордемка
Корде́мка (рос. Кордемка, марій. Кӧрдем) — присілок у складі Оршанського району Марій Ел, Росія. Входить до складу Шулкинського сільського поселення.

## Населення
Населення — 9 осіб (2010; 19 у 2002).
Національний склад (станом на 2002 рік):
- марі — 53 %
- росіяни — 47 %